# Norcatur, Kansas
Norcatur, Kansas (енгл. Norcatur) град је у америчкој савезној држави Канзас.

## Демографија
По попису из 2010. године број становника је 151, што је 18 (-10,7%) становника мање него 2000. године.
| Група             | 2000.        | 2010.       |
| Белци             | 169 (100,0%) | 146 (96,7%) |
| Афроамериканци    | 0 (0,0%)     | 0 (0,0%)    |
| Азијати           | 0 (0,0%)     | 0 (0,0%)    |
| Хиспаноамериканци | 0 (0,0%)     | 3 (2,0%)    |
| Укупно            | 169          | 151         |